# I fidanzati
I fidanzati is een Italiaanse dramafilm uit 1963 onder regie van Ermanno Olmi.

## Verhaal
De Milanese arbeider Giovanni verhuist voor anderhalf jaar naar Sicilië om er een nieuwe afdeling van zijn fabriek op te richten. Zijn afwezigheid weegt zwaar op de liefdesrelatie met zijn verloofde Liliana. Daardoor kent hun verhouding een tweede jeugd.

## Rolverdeling
| Acteur        | Personage |
| ------------- | --------- |
| Anna Canzi    | Liliana   |
| Carlo Cabrini | Giovanni  |